# Notre-Dame-du-Nord
Notre-Dame-du-Nord es un municipio canadiense situado en la provincia de Quebec.

## Superficie
Notre-Dame-du-Nord tiene una superficie de 74,34 km².

## Demografía
En 2021, tenía 1090 habitantes, una densidad poblacional de 14,7 hab./km², y 569 viviendas.